# 23 f.Kr.
23 f.Kr. var ett normalår som började en fredag i den proleptiska julianska kalendern, men i verkligheten antingen ett normalår som började en lördag eller söndag, eller ett skottår som började en fredag, skottår som började en lördag eller skottår som började en söndag i den julianska kalendern (se skottårsfelet i den julianska kalendern för mer information).

## Händelser

### Efter plats

#### Romerska riket
- Augustus och Aulus Terentius Varro Murena blir konsuler i Rom, Augustus för elfte gången.
- Augustus avsäger sig titeln konsul och gör sig istället till tribun av Rom och Princeps, eller "förste medborgare".
- Nubierna, ledda av drottning Candace Amanirenas, anfaller den romerska provinsen Egypten, varvid de går mot Elefantina.
- Herodes den store låter bygga ett palats i Jerusalem och fästningen Herodiana i Judeen. Han gifter sig också med sin tredje hustru Mariamne, dotter till översteprästen Simon.
- Efter en myntreform börjar asen slås i ren koppar, istället för brons. Sestertien och dupondiusen introduceras som bronsskiljemynt.
- Som svar på Meroes invasion av Övre Egypten beger sig de romerska legionerna söderut och härjar Napata.

#### Osroene
- Ma'nu III blir härskare av Osroene.

### Efter ämne

#### Arkitektur
- Den romerske författaren, arkitekten och ingenjören Vitruvius färdigställer De Architectura (idag känd som De tio böckerna om arkitektur), en avhandling på latin om arkitektur och möjligen det första verket inom detta ämne.

## Avlidna
- Marcus Claudius Marcellus, son till Octavia Minor och systerson till Augustus